# Tres Zapotes

Olmekische Kulturzone an der Golfküste Mexikos

Tres Zapotes ist der Name einer kleinen Stadt mit etwa 3300 Einwohnern im Südosten des Bundesstaates Veracruz im Hinterland der mexikanischen Golfküste sowie einer nach ihr benannten archäologischen Stätte in unmittelbarer Nachbarschaft, die – neben La Venta und San Lorenzo Tenochtitlan – zu den Hauptfundorten olmekischer Artefakte gehört.

## Lage
Der etwa 30 m hoch gelegene Ort ist ca. 520 Straßenkilometer in südöstlicher Richtung von der Hauptstadt Mexiko-Stadt entfernt; die nächstgelegene größere Stadt ist Veracruz (etwa 140 km nordwestlich). Etwa 10 Kilometer östlich liegt der Cerro el Vigía, ein erloschener Vulkan, in dessen Nähe mehrere unbearbeitete große runde Basaltsteine gefunden wurden, von denen einige von den Olmeken bearbeitet wurden.

## Geschichte

Planskizze der archäologischen Stätte mit den vier Hauptgruppen

Im Jahre 1862 wurde in Tres Zapotes ein etwa 1,5 m hoher Monumentalkopf entdeckt, der den später gefundenen von La Venta und San Lorenzo ähnelte. Bei Ausgrabungsarbeiten im 20. Jahrhundert wurden weitere behauene Großsteinmonumente gefunden, die jedoch – mit Ausnahme eines weiteren Monumentalkopfes – meist in einem schlechten Zustand sind.
Die archäologischen Funde lassen darauf schließen, dass die Stätte bereits um 1000 v. Chr. – vielleicht sogar noch früher – existierte und in Anbetracht ihrer Ausdehnung und der Anzahl der hier gemachten Funde ein Zentrum der olmekischen Kultursphäre war. Anders als in La Venta und San Lorenzo Tenochtitlan jedoch blieb der Ort bis gegen Ende des 1. Jahrtausends unserer Zeitrechnung besiedelt. Eine hier gefundene Stele trägt eines der frühesten bisher gefundenen Daten in der Langen Zählung.

## Archäologische Stätte
Die vom Bach Hueyapan durchflossene archäologische Stätte ist unscheinbar, da keiner der entdeckten Erdhügel (engl.: mounds) im Anschluss an die Ausgrabungen rekonstruiert wurde. Archäologen entdeckten hier vier, jeweils knapp einen Kilometer voneinander entfernt liegende, rechteckige Platzanlagen, die von unterschiedlich hohen Erdhügeln umgeben sind. Diese werden als Substruktionen ehemaliger Wohnbauten ('Paläste') oder Tempel interpretiert.

## Museum

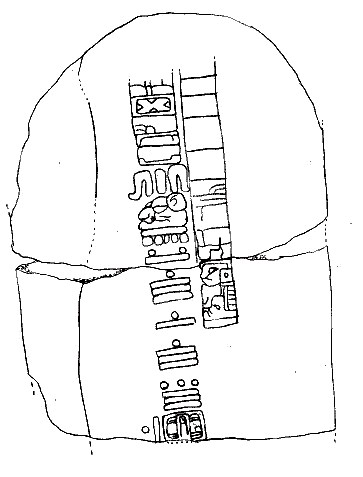
Nachzeichnung des Long-Count-Datums und weiterer Glyphen der Stele C

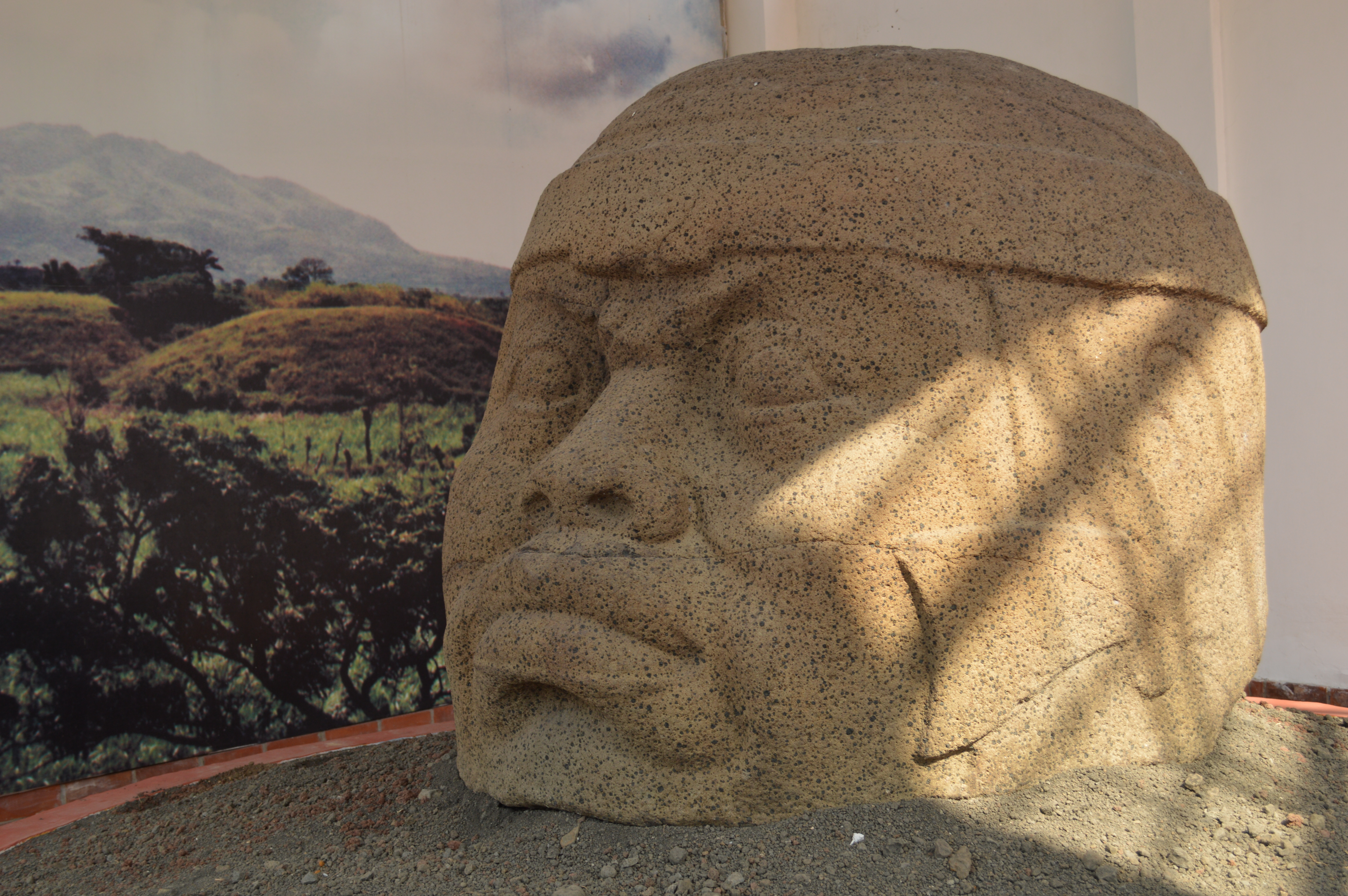
Monumentalkopf Q im Museo Regional Tuxteco in Santiago Tuxtla

Aufschlussreicher ist das am Ortsrand gelegene kleine Museum, wo die meisten der in Tres Zapotes gefundenen Steine, die allesamt aus vulkanischem Basalt bestehen, ausgestellt sind.
Monumentalkopf ADer Monumentalkopf A ist mit seiner Höhe von 1,50 m etwas kleiner als die übrigen olmekischen Monumentalköpfe. Auch er zeigt negride Gesichtszüge, die wohl in Verbindung zu den Jaguarmenschen anderer olmekischer Steinskulpturen stehen. Den oberen Abschluss bildet eine Art Kappe, die als Kopfschutz eines Kriegers oder als Hoheitszeichen eines Herrschers interpretiert wurde. Der Monumentalkopf wird in die Zeit um 500 v. Chr. oder früher datiert.
Stele CDie in Fachkreisen wegen ihres Alters berühmte und in zwei große und mehrere kleinere Teilstücke zerbrochene Stele C wurde 1939 (unterer Teil) bzw. 1969 (oberer Teil) entdeckt. Sie zeigt auf ihrer Vorderseite eine schlecht erhaltene figürliche Darstellung eines Herrschers oder Jaguarmenschen und auf der Rückseite das später angebrachte Long-Count-Datum 7.16.6.16.18 (1. oder 3. September 32 v. Chr.) sowie einige – bislang nicht lesbare – Glyphen. Im örtlichen Museum ist nur das obere Teilstück der Stele zu sehen; das andere befindet sich Mexiko-Stadt.
Stele DDie Stele D zeigt wahrscheinlich das weitaufgerissene Maul einer Kröte bzw. eines Erdmonsters(?), in welchem drei figürliche Reliefs zu erkennen sind: Zwei Personen mit auffallendem Kopfputz nähern sich von rechts einer vor ihnen auf dem Boden knienden und nur wenig bekleideten Figur auf der linken Seite. Die Szene wird als Initiationsritus oder als Bitte um Gnade gegenüber einem Bittsteller und/oder Gefangenen angesehen. Die Stele dürfte etwa der Zeit um 100 v. Chr. angehören.
Monumentalkopf QDer Monumentalkopf Q befindet sich heute im Museo Regional Tuxteco von Santiago Tuxtla. Die Stirn des ebenfalls mit einer Kappe bedeckten Kopfes springt deutlich zurück; ob dies der vorgefundenen Steinform oder der Absicht des Bildhauers entsprach, ist unklar. Die Rückseite des Kopfes zeigt sieben geflochtene Zöpfe, die am unteren Ende von blütenförmigen 'Clips' zusammengehalten werden.

## Umgebung
Auf dem Gelände des Rancho la Cobáta an der Nordwestflanke des Cerro el Vigía wurde ein weiterer Monumentalkopf gefunden, der sich heute auf der Plaza Mayor von Santiago Tuxtla befindet. Er ist mit 3,40 m Höhe und einem Gewicht von 38 Tonnen der größte und schwerste der 17 bisher gefundenen olmekischen Monumentalköpfe und möglicherweise auch der jüngste, denn einige Forscher datieren ihn in die nachchristliche Zeit. Mit seinen geschlossenen Augenlidern ähnelt er ein wenig den Monumentalköpfen der guatemaltekischen Monte-Alto-Kultur, er ist jedoch doppelt so groß und deutlich differenzierter ausgearbeitet.